# Xperia Z1
Sony Xperia Z1（エクスペリア ゼットワン）は、ソニーモバイルコミュニケーションズによって開発されたスマートフォンである。
2013年9月1日に独・ベルリンで行われたIFAで発表されプロジェクトコードネームは「Honami」。初版は2013年9月15日に中国で発売された香港モデルとなる。
またT-Mobileから改良版Xperia Z1sが発売された。
日本向けに展開されているのは、NTTドコモとKDDIから、それぞれ2013年10月23日にSOL23、2013年10月24日にSO-01Fが通信仕様・事情等に合わせて販売されている。
製造番号は、C6902/L39h, C6903, C6906, C6916 (Z1s), C6943, L39t, SO-01F, SOL23

## 概要
Xperia Zの後継機種で、スマートフォンではトップクラスとなる有効画素数2070万画素のアウトカメラには、ソニー製の裏面照射積層型CMOSセンサー「Exmor RS for mobile」とソニーが開発した広角27mm、F2.0の薄型非球面レンズ「Gレンズ」、同社製のデジタルカメラ「α」や「Cyber-shot」に採用されている画像処理エンジン「BIONZ」をXperia向けに最適化した「BIONZ for mobile」を搭載し、コンパクトデジタルカメラ同等のより高画質な写真を楽しむことができる。
また、日本独自機能としておサイフケータイ・フルセグ・ワンセグ・赤外線通信に対応するが、ドコモ版のみモバキャスの受信機能が追加となる。
ブラジル向けのC6943モデルのみワンセグ放送の受信に対応するが、これは地上デジタル放送の方式がISDB-Tで日本と方式が同じためである。